# Gap Hautes-Alpes FC
Gap Hautes-Alpes Football Club byl francouzský fotbalový klub sídlící ve městě Gap. Klub byl založen v roce 1970, zanikl v roce 2012 díky dluhům ve výši 700 000 €.

## Umístění v jednotlivých sezonách
| Sezóny  | Liga                    | Úroveň | Z  | V  | R  | P  | VG | OG | +/- | B  | Pozice |
| ------- | ----------------------- | ------ | -- | -- | -- | -- | -- | -- | --- | -- | ------ |
| 2007/08 | Championnat CFA – sk. C | 4      | 34 | 17 | 12 | 5  | 58 | 28 | +30 | 97 | 2.     |
| 2008/09 | Championnat CFA – sk. B | 4      | 34 | 10 | 8  | 16 | 42 | 54 | -12 | 72 | 15.    |
| 2009/10 | Championnat CFA – sk. B | 4      | 34 | 17 | 9  | 8  | 58 | 34 | +24 | 94 | 1.     |
| 2010/11 | Championnat National    | 3      | 40 | 11 | 10 | 19 | 44 | 62 | -18 | 43 | 16.    |
| 2011/12 | Championnat CFA – sk. C | 4      | 34 | 1  | 7  | 26 | 22 | 71 | -49 | 10 | 18.    |